# Изоловани систем
Изоловани систем је термодинамички систем чија граница не дозвољава размену ни енергије, ни запремине, ни количине супстанце.